# Mesapamea secalis
Hiéroglyphe
Pour les articles homonymes, voir Hiéroglyphe.
Espèce
Mesapamea secalis, l'Hiéroglyphe, est une espèce de lépidoptères nocturnes de la famille des Noctuidae.

## Synonymes
- Mesapamea didyma (Esper, 1788)[1]
- Noctua furca Haworth, 1809[1]
- Noctua i-niger Haworth, 1809[1]
- Noctua lamda Vieweg, 1790[1]
- Noctua lugens Haworth, 1809[1]
- Noctua nova Haworth, 1809[1]
- Noctua rava Haworth, 1809[1]
- Noctua secalina Hübner, 1809[1]
- Phalaena (Noctua) didyma Esper, 1788[1]
- Phalaena (Noctua) secalis Linnaeus, 1758[1]